# Никишин, Дмитрий Николаевич
Дмитрий Николаевич Никишин (2 марта 1979 — 16 апреля 2008) — российский военнослужащий, Герой Российской Федерации, командир отделения 22-й отдельной бригады специального назначения Главного разведывательного управления Генерального штаба Вооружённых Сил Российской Федерации, сержант.

## Биография
Родился 2 марта 1979 года в Ейске Краснодарского края.
В 1997 году призван на срочную службу в Вооружённые Силы РФ. В августе 1999 года спецназ был переброшен в Дагестан для отражения вторгшихся из Чечни банд Басаева и Хаттаба. Участвовал в шести рейдах по тылам бандформирований.
В последнем рейде группе поставлена задача отбить у боевиков захваченного в плен офицера. Сержант Никишин под огнём врага первым покинул строение и огнём прикрывал прорыв остальных. В этом бою Дмитрий Никишин лично уничтожил пятерых боевиков.
Указом Президента Российской Федерации от 26 августа 1999 года за мужество и героизм, проявленные в ходе контртеррористической операции на Северном Кавказе сержанту Никишину Дмитрию Николаевичу присвоено звание Героя Российской Федерации.
В 1999 году Дмитрий Никишин уволен в запас. Вернулся в Ейск. Скоропостижно скончался от остановки сердца 16 апреля 2008 года.
Почётный гражданин города Ейска (1999).